# Дирутенийнеодим
Дирутенийнеодим — бинарное неорганическое соединение
неодима и рутения
с формулой NdRu2,
кристаллы.

## Получение
- Сплавление стехиометрических количеств чистых веществ:

{\displaystyle {\mathsf {Nd+2Ru\ {\xrightarrow {1600^{o}C}}\ NdRu_{2}}}}

## Физические свойства
Дирутенийнеодим образует кристаллы
кубической сингонии, пространственная группа F d3m, параметры ячейки a = 0,7637 нм, Z = 8,
структура типа димедьмагния MgCu2 (фаза Лавеса)
.
Соединение образуется по перитектической реакции при температуре >1600°C .